# カゲラ州
カゲラ州（カゲラしゅう、Mkoa wa Kagera）は、タンザニア北西部の州である。南東部にムワンザ州、南部にシニャンガ州、キゴマ州、西部にブルンジ、ルワンダ、北部にウガンダと接している。国内で3ヶ国と接する州は、このカゲラ州だけである。また東部にはヴィクトリア湖に面している。面積40,838km2、人口2,003,888人（2002年）、州都はヴィクトリア湖を臨むブコバ（Bukoba）である。

## 歴史
ドイツによりタンガニーカが植民地化され、この地も植民地に組込まれた。第一次世界大戦後、イギリスはドイツからこの地を引継ぐこととなる。
カゲラ州は、かつてウェストレイク州と呼ばれていた。1979年、当時恐怖政治を行っていた隣国ウガンダのアミン大統領は、ウェストレイク州を併合することを試み侵攻してきた。これに対しタンザニア軍は、逆にウガンダに攻め込み戦争に発展した。この後に州名を変更している。州名はブルンジを源流としてルワンダとの国境を流れヴィクトリア湖へと注ぐカゲラ川から付けられた。カゲラ川はナイルの源流の1つである。

## 文化
約5世紀の間、この地域は9つの王国と非常に階層的な社会を持っていた。それはコーヒーが換金作物として導入され、バナナが主食となった時期であった。
当時女性は男性より劣っていると考えられて、奴隷として扱われた。王は精巧な宮殿に住んでいて、彼等の王国の神への直接的なリンクとして尊敬された。タンザニアがその独立を得て、ニエレレ大統領が全国的な統一を進める中、これらの王国は廃止された。これら9つの王国名はキハンジャ、カラグェ、キジバ、ミセニェ、ブガボ、カムトワラ、イハンギロ、ブカラ、ビハラムロである。
カゲラ州はルーテル教会が海外布教を行った最初の地であると考えられる。また、この地域はローマ・カトリックなどの影響も建築物などに色濃く残っている。

## 下位行政区画
- Biharamulo District

カゲラ州の県

- Bukoba Rural District
- Bukoba Urban District
- Karagwe District
- Kyerwa District
- Missenyi District
- Muleba District
- Ngara District